# Rhyming slang
Il rhyming slang  è una forma di dialetto inglese che prevede l'utilizzo delle rime. È prevalentemente usato nel Regno Unito, in Irlanda, in Australia e in Nuova Zelanda. Si sviluppò agli inizi del XIX secolo nella zona est di Londra; da qui il suo altro nome, cockney rhyming slang ("dialetto cockney in rima"). Negli Stati Uniti è usato in prigione dove è conosciuto come Australian rhyming slang ("dialetto australiano in rima").
La costruzione del rhyming slang consiste nel sostituire una parola con una frase di due o tre sostantivi, il cui ultimo deve rimare con la parola originale; infine, nella maggior parte dei casi consiste nell'omettere la fine della frase, la parola finale che rima, questo processo è chiamato hemiteleia e rende l'origine e il significato della frase sconosciuto agli ascoltatori che non conoscono lo slang.

## Esempi
Un esempio comune è quello di sostituire la parola stairs (scale) con la frase in rima apples and pears ("mele e pere"). Seguendo lo schema dell'omissione, and pears non viene pronunciato, quindi la frase risulterà I'm going up the apples ("sto salendo le mele") il cui reale significato è "sto salendo le scale".
Comunemente, telephone ("telefono") è sostituito da  dog (= dog-and-bone, quindi "cane e osso"); wife (moglie) da trouble ("problema"; = trouble-and-strife - quindi "problemi e conflitti"); eyes ("occhi") da mincers (= mince pies- "tortino di carne"); wig ("parrucca") da syrup (= syrup of figs- "sciroppo di fichi") e feet ("piedi") da plates (= plates of meat- "piatti di carne").
In alcuni esempi il significato è oscurato ancora di più aggiungendo una seconda rima e troncando l'originale frase rimata. Ad esempio, la parola Aris è spesso utilizzata per indicare le natiche. Questa è il risultato di una doppia rima, partendo dall'originale arse, che era rimato con bottle and glass ("bottiglie e vetro"), che portava a bottle ("bottiglia"). Bottle veniva poi rimato con Aristotle (Aristotele) e infine troncato per giungere ad Aris.
L'uso dello slang si è diffuso anche oltre il dialetto comune e diverse espressioni sono facilmente ritrovabili nel lessico britannico internazionale, anche se molti sono all'oscuro dell'origine di queste parole. L'espressione blowing a raspberry ("fare una pernacchia") deriva da raspberry tart ("tartina al lampone") per  fart ("peto"). Un altro esempio è berk, un peggiorativo ampiamente usato nel Regno Unito e non considerato eccessivamente offensivo, anche se le sue origini risiedono nella contrazione di Berkeley Hunt, che è la rima per il più offensivo cunt (letteralmente fica, ma usato come offesa nel senso di coglione).
La maggior parte delle parole cambiate in questo processo sono sostantivi. Gli aggettivi sono pochi come bales (of cotton = rotten - "marcio)", o l'espressione on one's tod = on one's own ("da solo", derivata dal nome di Tod Sloan, un famoso fantino).

## Storia
Si crede che il rhyming slang abbia avuto origine a metà del XIX secolo nell'est di Londra, e alcune fonti suggeriscono precisamente durante il 1840.
Secondo Partridge (1972, p. 12), le date sono da ricercarsi intorno al 1840 e nei dintorni dell'est di Londra, John Camden Hotten in A Dictionary of Modern Slang, Cant, and Vulgar Words (1859) afferma che il rhyming slang inglese nacque "circa dodici o quindici anni fa", quindi nel 1840, con "canti e schemi" nel Seven Dials area di Londra. Il dizionario di Hotten include un "Glossario del rhyming slang", il primo lavoro di questo genere. Includerà in seguito esempi del tipo frog and toad—the main road ("la strada principale") e apples and pears—stairs (scale) così come altri che con il tempo divennero sempre più complicati da interpretare, esempio Battle of the Nile—a tile, "battaglia del Nilo"="piastrella" (utilizzato come termine volgare per un cappello), Duke of York—take a walk ("fare una passeggiata"), e Top of Rome—home ("casa").
È ancora argomento di dibattito se il rhyming slang fu un incidente linguistico, un gioco o un codice criptico sviluppato con l'intento di confondere gli stranieri. Deliberatamente potrebbe essere anche stato usato per mantenere un certo senso di unità. È possibile che fosse usato al mercato per permettere i trafficanti di parlare gli uni con gli altri per facilitare affari fraudolenti senza che i clienti capissero esattamente cosa stessero dicendo. Un'altra ipotesi è che forse veniva usato dai criminali per confondere la polizia.
L'accademico e lessicografo inglese Terence Dolan ha suggerito che il rhyming slang potrebbe essere stato inventato dagli immigranti irlandesi a Londra, così che "i veri inglesi non capissero di cosa stessero parlando".

## Sviluppo
Molti esempi del rhyming slang sono basati su luoghi di Londra come Peckham Rye per tie (come in necktie),  Hampstead Heath per teeth ("denti"), e Barnet Fair per hair ("capelli").
A partire dalla metà del XX secolo molte espressioni prevedono nomi di celebrità contemporanee specialmente attori o artisti. Ad esempio Gregory Peck  per neck ("collo") e cheque ("scontrino", "assegno"); Ruby Murray per curry; Alans per knickers ("mutandine") da Alan Whicker; Max Miller per pillow ("cuscino") quando viene pronunciato /ˈpilə/ e Henry Halls per balls ("testicoli").
L'uso di nomi propri come rime continuò fino alla fine del XX secolo, per esempio Tony Blairs per flares ("razzi") e Britney Spears per beers ("birre").
Molti esempi sono ormai d'uso comune. Alcune espressioni sono entrate nel lessico inglese nella loro forma contratta. To have a butcher's, che significa "dare un'occhiata" deriva da butcher's hook ("gancio da macellaio"), l'uncino a forma di S utilizzato dai macellai per appendere la carne. Allo stesso modo use your loaf per use your head ("usa la testa") deriva da loaf of bread ("pagnotta"). L'espressione have a giraffe è comunemente utilizzata per sostituire laugh ("risata"), anche se tecnicamente non comprende l'hemiteleia.
In alcuni casi, esistono delle false etimologie. Per esempio il termine barney, è stato usato per indicare una lotta fin dal XIX secolo, anche se non ha una chiara origine. Nel film del 2001 Ocean's Eleven, è spiegato che il termine deriva da  Barney Rubble, il personaggio dei Flintstones che rima con trouble ("problema"); si tratta in realtà di una spiegazione alquanto imprecisa.

## Variazioni per regione e zone interne
Il rhyming slang è usato principalmente a Londra ma alcune espressioni possono essere capite anche in altri luoghi del paese. Alcuni costrutti, però, fanno capo a un particolare accento di una regione affinché la rima funzioni. Ad esempio, il termine Charing Cross (un luogo di Londra) non funziona con un interlocutore che non ha il lot–cloth split (pronuncia anomala di alcune vocali), comune nella Londra del tempo ma oggi non più. Un esempio molto simile è quello di Joanna per indicare piano ("pianoforte"), che si basa sulla pronuncia di piano come pianna /piˈænə/. Simili forme esistono anche in altre parti del Regno Unito, come nell'est delle Midlands, dove l'accento locale ha formato Derby Road, che rima con cold ("freddo").

## Parolacce e termini osceni
Il rhyming slang è spesso utilizzato per sostituire parole considerate inappropriate.  Berk (che spesso significa persona stupida) ha origine dalla caccia alla volpe Berkeley Hunt che significa cunt ("coglione"); cobblers (utilizzato per indicare "ciò che hai appena detto è spazzatura") deriva da cobbler's awls ("lesina"), che significa balls ("testicoli") e hampton che significa prick ("pene") che ha origine da Hampton Wick (toponimo londinese).